# Maria Wittek

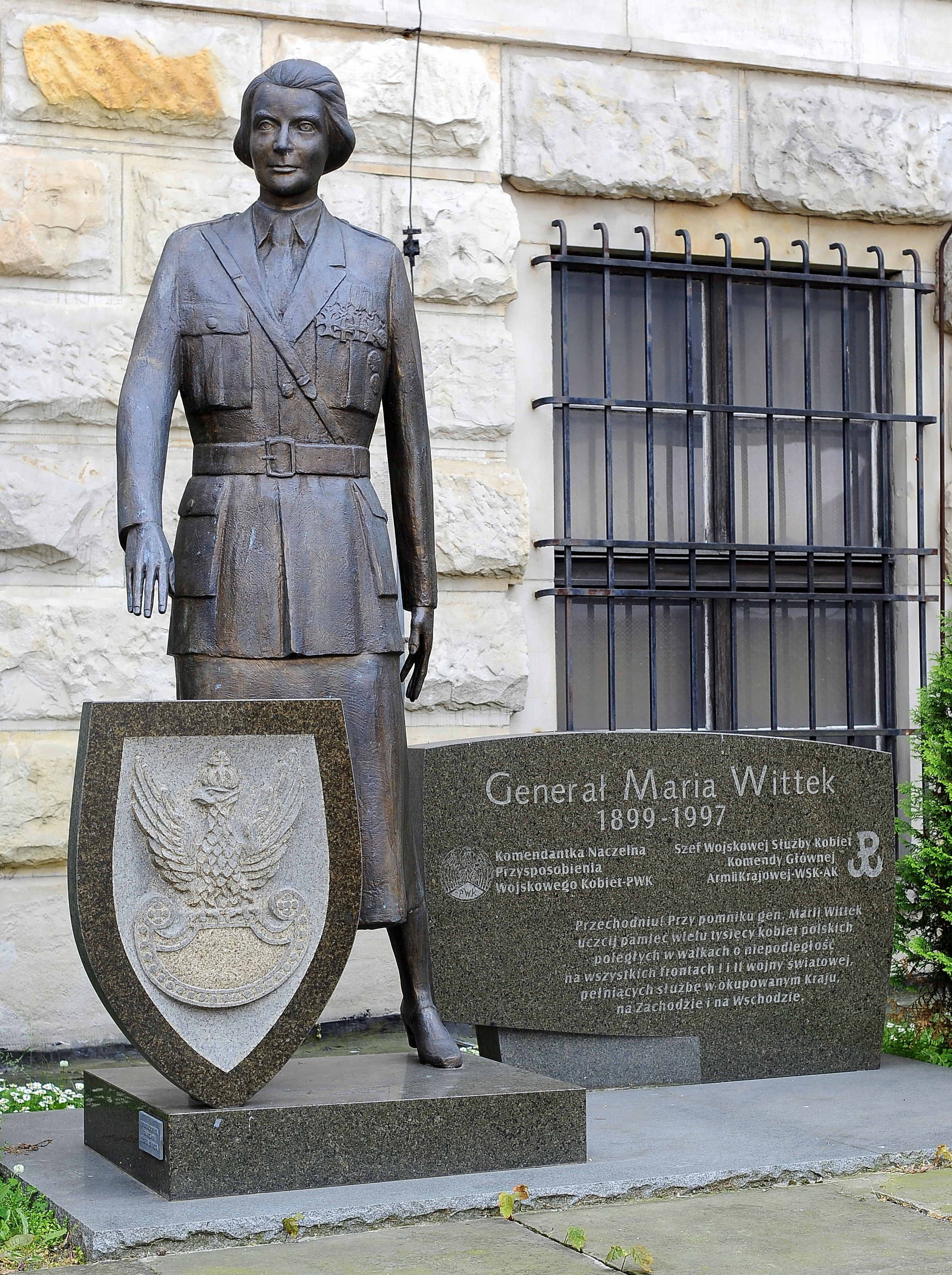
Maria Wittek, pomník

Maria Wittek, během války „Mira" nebo "Pani Maria" (16. srpna 1899 Trębki, poblíž Gostyninu, Mazovsko -– 19. dubna 1997 Varšava), sloužila v polské armádě a přidružených organizacích od 18 let. Po odchodu do důchodu v roce 1991 se stala první polskou ženou, která byla povýšena na brigádního generála.

## Život

### Období do 2. světové války
Narodila se a vyrostla v ruské části Polska. Její otec, tesař Stanisław Wittek, byl členem Polské socialistické strany (PPS) a v roce 1915 se s rodinou přestěhoval na Ukrajinu, aby se vyhnul zatčení ruskými úřady. Stala se první studentkou na katedře matematiky Kyjevské univerzity. Ve stejné době vstoupila do tajné organizace Polska Organizacja Wojskowa a absolvovala výcvikový kurz poddůstojníků. V roce 1919 se připojila k polské armádní skupině, která bojovala proti bolševikům na Ukrajině. Poté v roce 1920 bojovala v bitvě o Lvov a poprvé získala nejvyšší polskou medaili Virtuti Militari.
V letech 1928 až 1934 byla velitelkou Przysposobienie Wojskowe Kobiet – organizace výcviku žen pro vojenskou službu. V roce 1935 byla jmenována vedoucí ženského oddílu na Institutu tělesné výchovy a vojenského výcviku v Bielanech u Varšavy

### 2. světová válka
Během invaze do Polska (1939) byla velícím důstojníkem ženských vojenských asistenčních praporů. V říjnu 1939 se připojila k ilegální organizaci Związek Walki Zbrojnej, která se později stala Zemskou armádou. Byla vedoucí ženských armádních služeb ve štábu generála Stefana Grot-Roweckého a později ve štábu generála Tadeusze Bór-Komorowského. Bojovala ve Varšavském povstání a byla povýšena na podplukovníka. Po kapitulaci se vyhnula zajetí Němců a žila v ruinách Varšavy mezi civilisty. Ve své štábní pozici domácí armády pokračovala až do jejího rozpuštění v lednu 1945.

### Po 2. světové válce
Když komunistická vláda Polska znovu otevřela Institut tělesné výchovy a vojenského výcviku, vrátila se zpočátku na svou předchozí pozici vedoucí ženského oddílu. V roce 1949 však byla zatčena komunistickými úřady a strávila několik měsíců ve vězení. Po propuštění pracovala v novinovém kiosku. Iniciovala vznik „Komise pro dějiny žen“. Po zhroucení komunistické vlády v Polsku ji prezident Lech Wałęsa jmenoval 2. května 1991 brigádním generálem. Stala se tak první polskou ženou, která dosáhla hodnosti generála. Nikdy se nevdala.
Dne 19. dubna 2007, v den 10. výročí její smrti, byl v Polském armádním muzeu ve Varšavě odhalen její bronzový pomník v životní velikosti.